# Megalodon
Megalodon (Otodus megalodon, v překladu „velký zub“, nebo také Carcharocles megalodon) je vyhynulý druh žraloka, který žil před asi 23 až 3,6 milionu let během období od raného miocénu do pliocénu. O systematice tohoto tvora probíhaly debaty. Dle jedněch názorů patřil do čeledi lamnovití (Lamnidae) a byl blízkým příbuzným velkého žraloka bílého (Carcharodon carcharias), dle druhých do vyhynulé čeledi Otodontidae; tento předpoklad je pravděpodobně správný. Diskutuje se rovněž o umístění v rodu Carcharocles, Megaselachus, Otodus nebo Procarcharodon.
Megalodon mohl vzhledem připomínat mohutnějšího žraloka bílého či se mohl podobat žraloku velikému (Cetorhinus maximus) či písečnému (Carcharias taurus). Fosilní pozůstatky naznačují, že tento žralok mohl měřit na délku až v rozmezí 18 až 20 metrů. Tyto obří rozměry se u něho objevily patrně z důvodu postupného evolučního vývoje v ochlazujících se vodách. Jeho velké čelisti, vybavené silnými a robustními zuby sloužícími k zabíjení a trhání kořisti, mohly vyvinout při skousnutí sílu 108 500 až 182 200 newtonů.
Megalodoni měli asi silný vliv na strukturu mořských společenstev. Na základě fosilií se zdá, že se jednalo o kosmopolita, tedy druh žijící ve všech oceánech. Zřejmě se zaměřoval na velkou kořist, jako byly velryby, ploutvonožci a velké druhy želv té doby. Na rozdíl od žraloka bílého, který na kořist útočí zespodu, megalodon pravděpodobně využíval své silné čelisti k prokousnutí hrudní dutiny oběti a poškození vnitřních orgánů – srdce a plic. Některé výzkumy naznačují, že tento obří žralok mohl být endotermní (udržoval si stálou tělesnou teplotu).
Megalodon byl v kompetičním vztahu s kytovci lovícími jiné velryby, kteří možná přispěli k jeho vyhynutí. Vzhledem k tomu, že žil primárně v teplých vodách, za jeho vyhynutí mohl i nástup ledové doby či ochlazení oceánů. Zároveň poklesla hladina moře, čímž žraloci přišli o území, kde vyrůstala jejich mláďata. Zmenšil se rovněž počet druhů kosticovců, kteří se zároveň začali přesouvat do polárních oblastí; tím megalodon přišel o hlavní zdroj potravy. Vyhynutí tohoto velkého žraloka ovlivnilo ostatní mořské tvory; poté, co vymizel, velikost kosticovců výrazně vzrostla.

## Taxonomie

### Historie

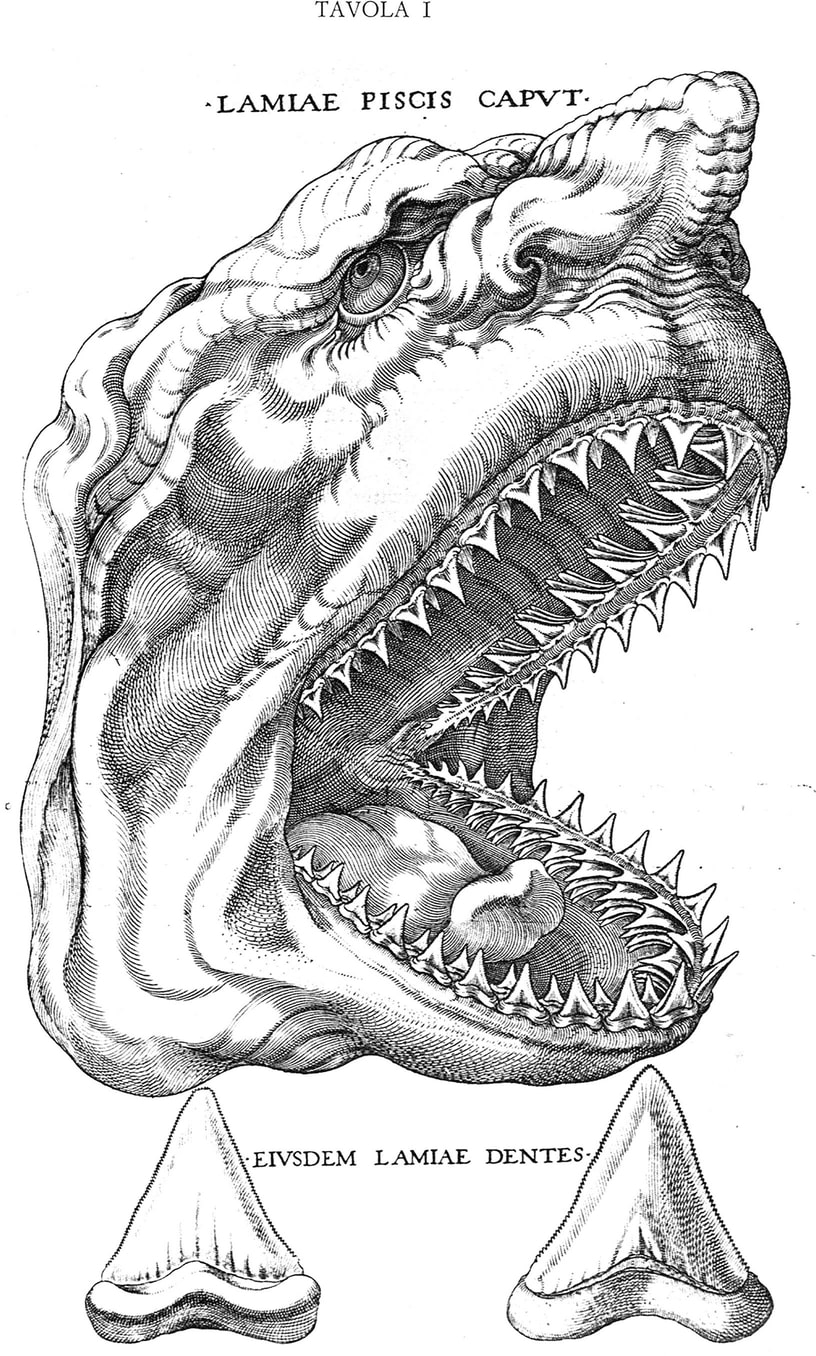
Kresba žraloka z knihy Nicolase Stena

Zuby velkých žraloků (včetně těch megalodoních) byly ceněny již od pravěku a starověku. Vážily si jich například některé americké předkolumbovské kultury, které je využívaly na hroty střel, nože, šperky a pohřební artefakty. Plinius starší je svém díle Historia Naturalis z roku 73 n. l. popisuje jako zkamenělé lidské jazyky. Římští folkloristé věřili, že spadly z nebe během zatmění Měsíce a dali jim jméno glossopetrae („kamenné jazyky“). Později, např. v době renesance, byly glossopetrae považovány spíše za zkamenělé jazyky draků a hadů a byla jim připisována magická moc. Teprve v roce 1667 tento pohled vyvrátil dánský přírodovědec Nicolas Steno, který je správně popsal jako zuby žraloka, a publikoval rovněž realistický nákres hlavy žraloka, který takové zuby mohl vlastnit. Své poznatky popsal ve své monografii De glossopetris dissertatio, která obsahovala i ilustraci tohoto zubu. Steno sám však nebyl autorem publikovaných ilustrací; vytvořil je lékař Michele Mercati již v 90. letech 16. století, a to pro své vlastní dílo Metallotheca. Předčasné úmrtí mu zabránilo v jeho dokončení.
První platné vědecké jméno pro megalodona použil švýcarský přírodovědec Louis Agassiz, a sice Carcharias megalodon ve svém díle Recherches sur les poissons fossiles (svazek z roku 1835). O druhu se sice zmiňuje již v publikaci z roku 1832, ovšem zde nezveřejnil informace o konkrétních vzorcích, a proto není takový popis považován za taxonomicky platný. Formální popis druhu Agassiz publikoval ještě v roce 1843, kdy megalodona již uváděl v rodu Carcharodon vzhledem k podobnosti zubů se zuby žraloka bílého (Carcharodon carcharias) ze stejného rodu.
Název megalodon v překladu znamená „velký zub“, jméno pochází ze dvou starořeckých slov: μέγας (megas, 2. pád megalu), znamenající velký či mocný, a ὀδων (odón), což znamená zub.

### Taxonomie a evoluce
Nejstarší pozůstatky megalodona pocházejí z pozdního oligocénu před zhruba 28 miliony lety, přesto existují i další názory, že se druh objevil například před 16 nebo 23 miliony lety. Megalodon údajně vyhynul během konce pliocénu před asi 2,6 miliony lety, výzkum z roku 2019 zasadil vyhynutí megalodona do doby před 3,6 miliony lety. Existují prý i záznamy o zubech z následujícího období pleistocén, ale jsou považovány za pochybné.

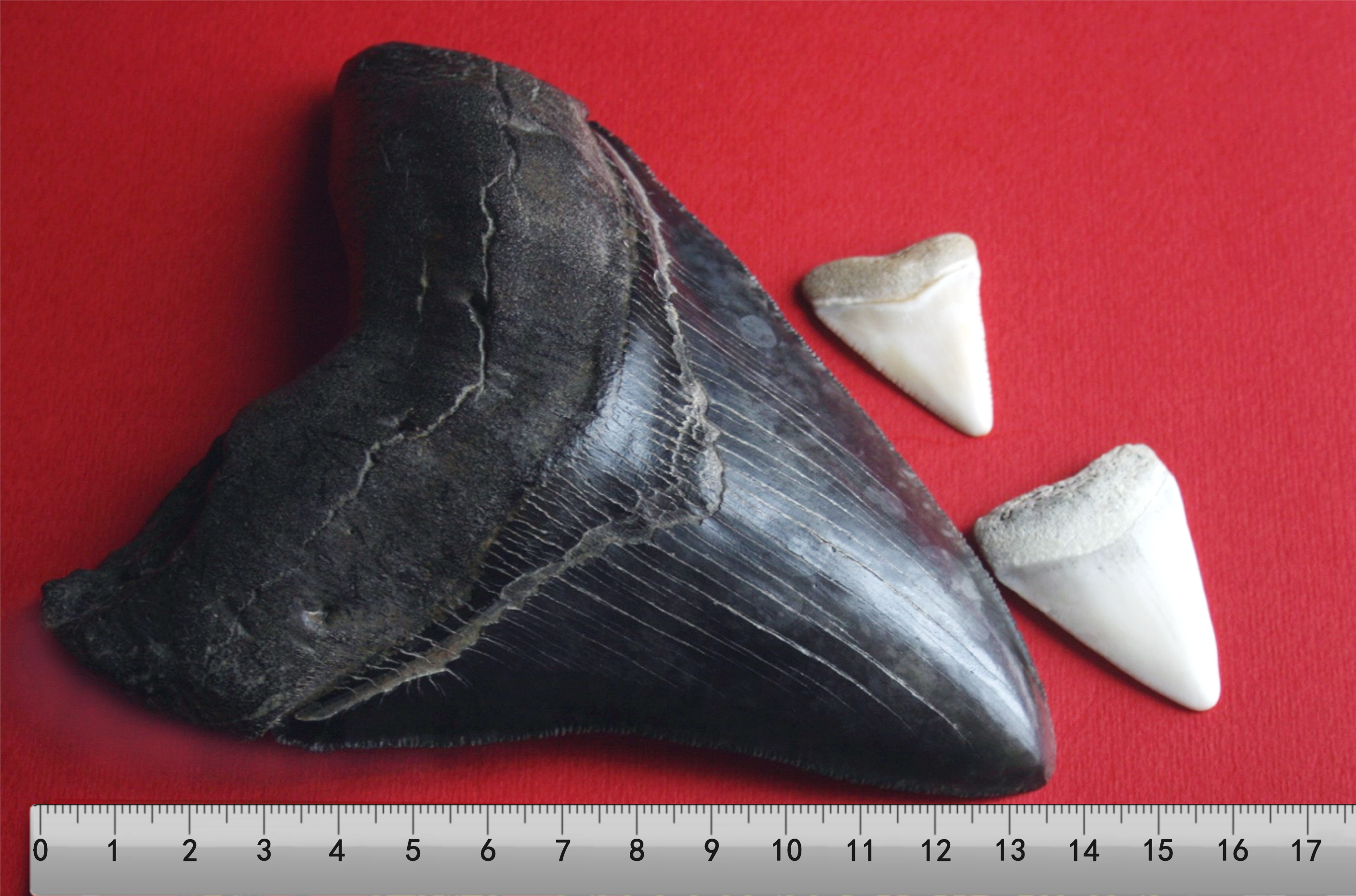
Zub megalodona v porovnání se zuby žraloka bílého

Megalodon je považován za zástupce čeledi Otodontidae, v níž tvoří část rodu Otodus či Carcharocles; na základě předchozí systematiky byl nicméně řazen mezi lamnovité (Lamnidae), jako zástupce rodu Carcharodon.
Do rodu Carcharodon byl zařazen na základě podobnosti zubů se žralokem bílým, je však pravděpodobnější, že se obě paryby vyvíjely konvergentně, tedy pod stejnými selekčními tlaky, díky čemuž se vyvinul podobný vzhled obou zvířat, přestože společně nemusela býti blízce příbuzná. Žralok bílý je naopak považován spíše za příbuzného žraloka druhu Isurus hastalis (zuby těchto dvou druhů jsou podobnější, megalodon měl jemnější vroubkování). Společný předek žraloka bílého a rodu Isurus žil před asi 4 miliony lety. Naopak dle teorie příbuznosti megalodona a žraloka bílého jsou prý rozdíly v zubech nepatrné a nejasné.

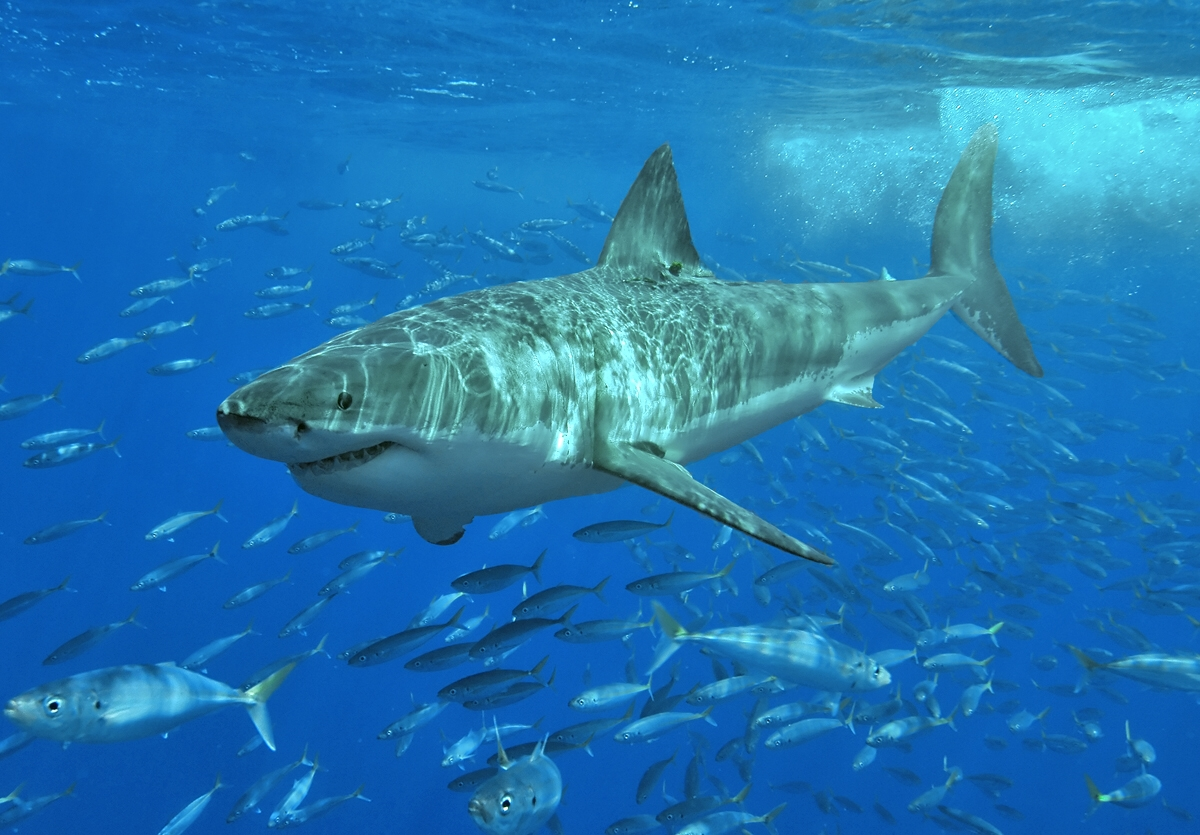
Žralok bílý a megalodon byli pokládáni za blízké příbuzné

Rod Carcharocles je zastoupen čtyřmi druhy: Carcharocles auriculatus, Carcharocles angustidens, Carcharocles chubutensis a Carcharocles megalodon. Určili jej v roce 1923 výzkumníci D. S. Jordan a H. Hannibal a prvotně obsahoval pouze druh C. auriculatus, megalodon sem byl zařazen až v 80. letech 20. století. Předtím, v roce 1960, francouzský ichtyolog Edgard Casier vytvořil rod Procarcharodon, kam zařadil tyto čtyři druhy, jež považoval za nepříbuzné se žralokem bílým; tento rod se stal mladším synonymem rodu Carcharocles. Vedle rodu Procarcharodon byl popsán rod Palaeocarcharodon, který měl být začátkem vývojové linie. Zastánci teorie o příbuznosti žraloka bílého a megalodona potom považují Paleocarcharodon za posledního společného předka těchto dvou druhů, dle odpůrců teorie se jedná o slepou vývojovou větev.
Existuje i další model evoluce megalodona, který také navrhl Casier ve stejném roce. Podle tohoto názoru je předkem rodu Carcharocles žralok Otodus obliquus, který žil během paleocénu až miocénu. Ten se podle této teorie vyvinul na druh Otodus aksuaticus a anageneze dále pokračovala přes druhy Carcharocles auriculatus, Carcharocles angustidens a Carcharocles chubutensis až po megalodona. Vývoj této linie je charakterizován postupným narůstáním vroubkování zubů, rozšiřováním jejich korunky, nabýváním trojúhelníkového tvaru a ztrátou bočních hrotů. Předky rodu Otodus mají být žraloci Cretolamna z období křídy.
Další model evoluce rodu Carcharocles představil v roce 2001 paleontolog Michael Benton. Druhy Carcharocles auriculatus, Carcharocles angustidens a Carcharocles chubutensis jsou dle něj ve skutečnosti jediným druhem, který se v průběhu času jenom postupně měnil. Na základě dalších studií by Carcharocles auriculatus, Carcharocles angustidens a Carcharocles chubutensis měly tvořit jediný druh rodu Otodus, megalodon by pak byl jediným zástupcem rodu Carcharocles.
Další možností je zneplatnění rodu Carcharocles a řazení megalodona přímo do rodu Otodus, jako Otodus megalodon. Objev fosilií přiřazených rodu Megalolamna v roce 2016 vedl k dalším zkoumáním rodu Otodus, přičemž se zdá se, že rod je parafyletický, tedy zahrnuje posledního společného předka, ale ne všechny jeho potomky. Pokud by byl do tohoto rodu zařazen současný rod Carcharocles, byla by zřejmě vytyčena celá fylogenetická linie (monofyletismus). Rod Megalolamna by se v tomto případě stal sesterskou linií.

## Popis

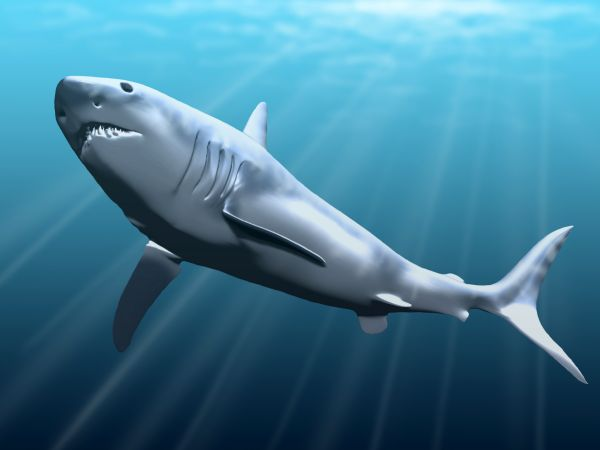
Možná podoba megalodona

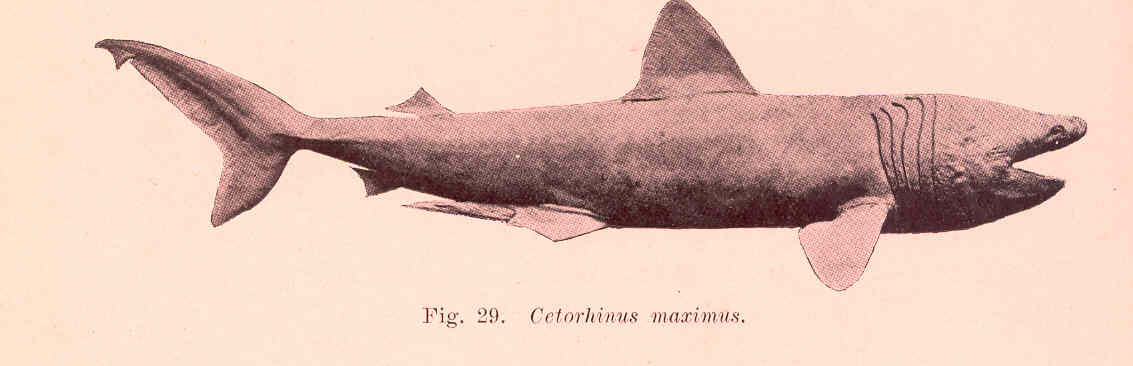
Žralok veliký, jemuž se mohl megalodon podobat

Existuje více možných teorií popisujících vzhled megalodona. Na základě jedné se jednalo o mohutného žraloka podobného žralokovi bílému (Carcharodon carcharias), avšak s většími a širšími čelistmi než má on. Ploutve byly dle této teorie u megalodona podobné jako u žraloka bílého, ale silnější. Jeho hluboké drobné oči mohly připomínat prasečí.
Další teorií je, že megalodon připomínal žraloka obrovského (Rhincodon typus) či velikého (Cetorhinus maximus). V tomto případě by asi ocasní ploutev měla tvar půlměsíce a žralok by byl vybaven malou řitní a druhou hřbetní ploutví. Po obou stranách ocasu se v tomto případě mohl vyvinout vodorovný kýl. Ten se hojně vyskytuje i u jiných velkých vodních živočichů, jako jsou velryby, tuňáci a další žraloci a usnadňuje plavání. Tvar hlavy však nelze odhadnout, protože se mezi jednotlivými druhy liší; většina tělesných adaptací, majících snižovat odpor vody, se vyvíjela spíše směrem k ocasu.
Vzhledem k tomu, že rod Carcharocles se pravděpodobně vyvinul z rodu Otodus a oba mají zuby podobné žralokům písečným (Carcharias taurus), dle nepravděpodobné teorie je možné i to, že megalodon vypadal podobně jako tento žralok.
Jedna interpretace z roku 2025 přisuzuje megalodonovi spíše delší a štíhlejší tělo, asi jako má žralok citronový (Negaprion brevirostris).

### Rozměry

Porovnání megalodona (šedý=největší odhadovaná velikost, červený=konzervativní odhad maximální velikosti) se žralokem velrybím (fialově), bílým (zeleně) a člověkem

Vzhledem k tomu, že se z megalodona dochovaly pouze zuby a obratle, existuje mnoho protikladných odhadů jeho velikosti. I kvůli nedostatku fosilního materiálu jsou jeho popis a velikost odhadovány na základě žraloka bílého, který je považován za tvora jemu nejpodobnějšího.
Roku 1909 americký zoolog Bashford Dean poprvé rekonstruoval čelisti megalodona, které jsou součástí sbírek Amerického přírodovědného muzea. Z rozměrů této rekonstrukce se předpokládalo, že megalodon měřil na délku asi 30 metrů. Ve své rekonstrukci však Dean přecenil velikost čelistí, což způsobilo tento přehnaný údaj.
Ichtyolog John E. Randall v 70. letech 20. století využil k odhadnutí velikosti megalodona výšku zubní skloviny. Na základě ní mu vyšlo, že žralok měřil okolo třinácti metrů. Výška skloviny se nicméně nemusí zvyšovat v přesném poměru k celkové délce zvířete.
V 90. letech 20. století dva mořští biologové Patrick J. Schembri a Stephen Papson určili megalodonovu velikost až na 24–25 metrů.
Odborníci na žraloky Michael D. Gottfried, Leonard Compagno a S. Curtis Bowman navrhli jiný postup, a sice lineární vztah mezi celkovou délkou žraloka a výškou největšího předního zubu. Na základě výšky největšího objeveného zubu odhadli průměrnou délku velkých samic megalodona na 15,6 metrů, s tím, že existovat mohou i větší zuby.
Roku 2002 přišel s dalším návrhem výzkumník žraloků Clifford Jeremiah. Podle něj byla celková délka přímo úměrná s šířkou kořenu horního předního zubu. Na základě této teorie měl 1 cm šířky kořenu odpovídat přibližně 1,4 m délky žraloka. Jeremiah svou teorii podporoval tím, že obvod vnějších čelistí žraloků je přímo uměrný celkové délce paryby, přičemž pomocí šířky kořenů zubů se určuje přibližná délka obvodu čelistí. Tímto způsobem Jeremiah na základě nejdelšího megalodonova zubu (šířka kořene 12 cm), který vlastnil, odhadnul délku megalodona na 16,5 metru.
Roku 2002 paleontolog Kenshu Shimada z DePaulovy univerzity navrhl lineární vztah mezi výškou zubní korunky a celkovou délkou. Na základě anatomické analýzy několika vzorků byl tento vztah univerzální pro kterýkoli zub. Na základě tohoto modelu určil pro Gottfriedův zub velikost žraloka asi 15 metrů.
Na základě novějších studií z let 2014–2017 byla určena velikost maximálně 18 metrů s průměrem 10,5 metru (největší žraloci bílí měřili 6,1 metru). Je možné, že různé populace megalodonů dosahovaly na různých územích odlišných velikostí kvůli různým ekologickým tlakům. Pokud by žralok dosahoval větší velikosti než 16 metrů, byla by to největší známá (pa)ryba, která kdy žila, a překonal by i obrovskou jurskou rybu Leedsichthys.
Studie publikovaná v říjnu roku 2019 přehodnocuje dřívější odhady velikosti megalodona (délka 18 až 20 metrů) jako mírně nadhodnocené a na základě výzkumu zubů stanovuje jako pravděpodobnou délku dospělých exemplářů megalodona 14,2 až 15,3 metru. Exempláře dlouhé přes 15 metrů lze přitom považovat za extrémně vzácné, přesto zůstává tento žralok jedním z největších známých predátorů v dějinách života na Zemi. Podle výsledků odborné studie z roku 2020 byl megalodon dlouhý asi 16 metrů, jeho hřbetní ploutev byla vysoká zhruba 1,62 metru a jeho ocasní ploutev měřila na výšku celkově 3,85 metru. Jeho hlava pak byla dlouhá asi 4,65 metru, tedy zhruba jako delší automobil. Jiné odhady z roku 2021 opět udávají maximální délku dospělců tohoto druhu na rovných 20 metrů. Megalodon byl s délkou minimálně 14 metrů skutečně výrazně nad velikostním limitem pro všechny ostatní lamniformní žraloky, u nichž délka nepřesahovala přibližně 7 metrů.
Dospělí samci megalodona mohli vážit mezi 12,6 až 33,9 tun a samice mezi 27,4 a 59,4 tun. Samice byly celkově větší, o velikosti asi 13,3 až 17 m, kdežto samci měřili mezi 10,5 až 14,3 m. Na základě studie vydané roku 2015, která zkoumala rychlost žraloků na základě jejich velikosti, bylo odhadnuto, že megalodon plaval rychlostí asi 18 kilometrů za hodinu, což odpovídá jeho průměrné hmotnosti 48 tun. Výsledek odpovídal rychlosti jiných vodních tvorů o podobné velikosti: například podobně velký plejtvák myšok (Balaenoptera physalus) se pohybuje rychlostí mezi 14,5–21,5 km/h.
Obří velikost megalodona mohla být způsobena klimatickými faktory, množstvím velké kořisti či vývojem mezotermie – přechodem mezi teplokrevností a studenokrevností, která by vedla ke zvýšení rychlosti metabolismu megalodona a ten by pak dovedl také rychleji plavat. Nicméně, protože jsou žraloci z čeledi Otodontidae považováni za studenokrevné a megalodon je považován za jejich blízkého příbuzného, je možné, že i on byl studenokrevný. Tato možnost je ale nepravděpodobná, vzhledem k tomu, že se většina současných studenokrevných žraloků, jako například žralok obrovský, živí převážně filtrováním potravy z vody, a tedy nejsou adaptováni na dravý styl života.

### Zuby a síla skusu

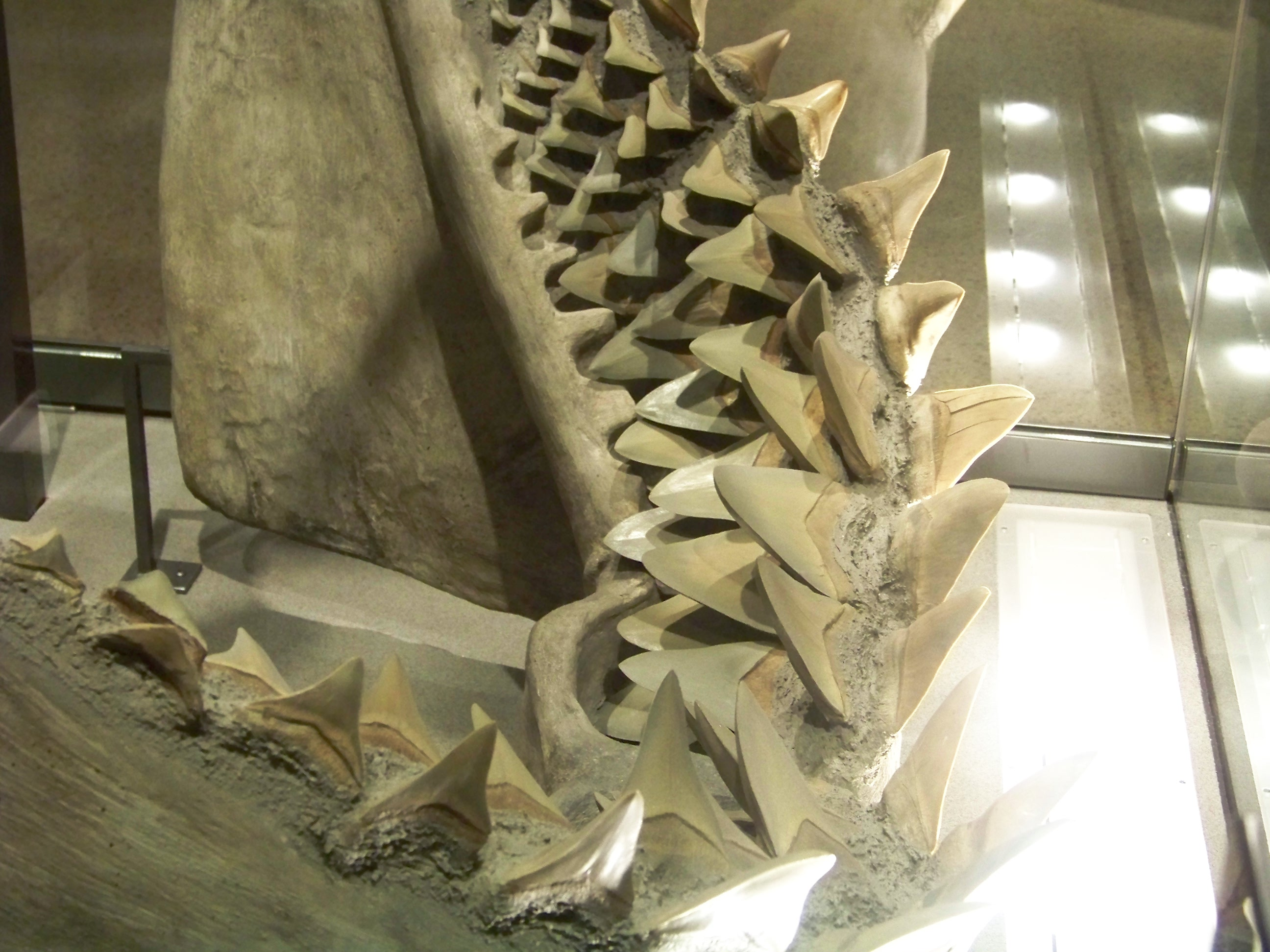
Zuby megalodona

Nejčastěji zachované fosilie megalodona jsou zuby. Ty jsou velké a robustní, mají trojúhelníkový tvar s napojením kořene na korunku ve tvaru písmene V, malé vroubkování a postrádají postranní hroty. Zub byl v čelisti podobně jako u žraloka bílého zasazen strmě. Zuby byly v čelisti ukotveny vlákny kolagenu, jejich základna byla drsná, což přidávalo na pevnosti. Strana zubu směřující k jazyku byla vypouklá (konvexní), druhá strana zubu pouze mírně konvexní až skoro plochá. Přední zuby byly téměř kolmé k čelisti a symetrické, zadní zasazeny šikmo a asymetrické.
Zuby megalodona mohou měřit ve výšce sklonu (diagonální délka) i přes 180 milimetrů. V rekonstrukci čelistí od lovce fosilií Vita Bertucciho je obsažen i zub o údajné délce více než 180 mm. S těmito rozměry jsou zuby megalodona největšími mezi všemi doposud známými druhy žraloků. Roku 1989 byla v japonské Saitamě objevena jejich téměř kompletní sada, další sada zubů megalodona byla vykopána v americké formaci Yorktown (Maryland) a posloužila jako základ pro rekonstrukci čelistí v Národním přírodovědeckém muzeu ve Washingtonu. Na základě těchto objevů byl v roce 1996 určen celkový zubní vzorec megalodona.

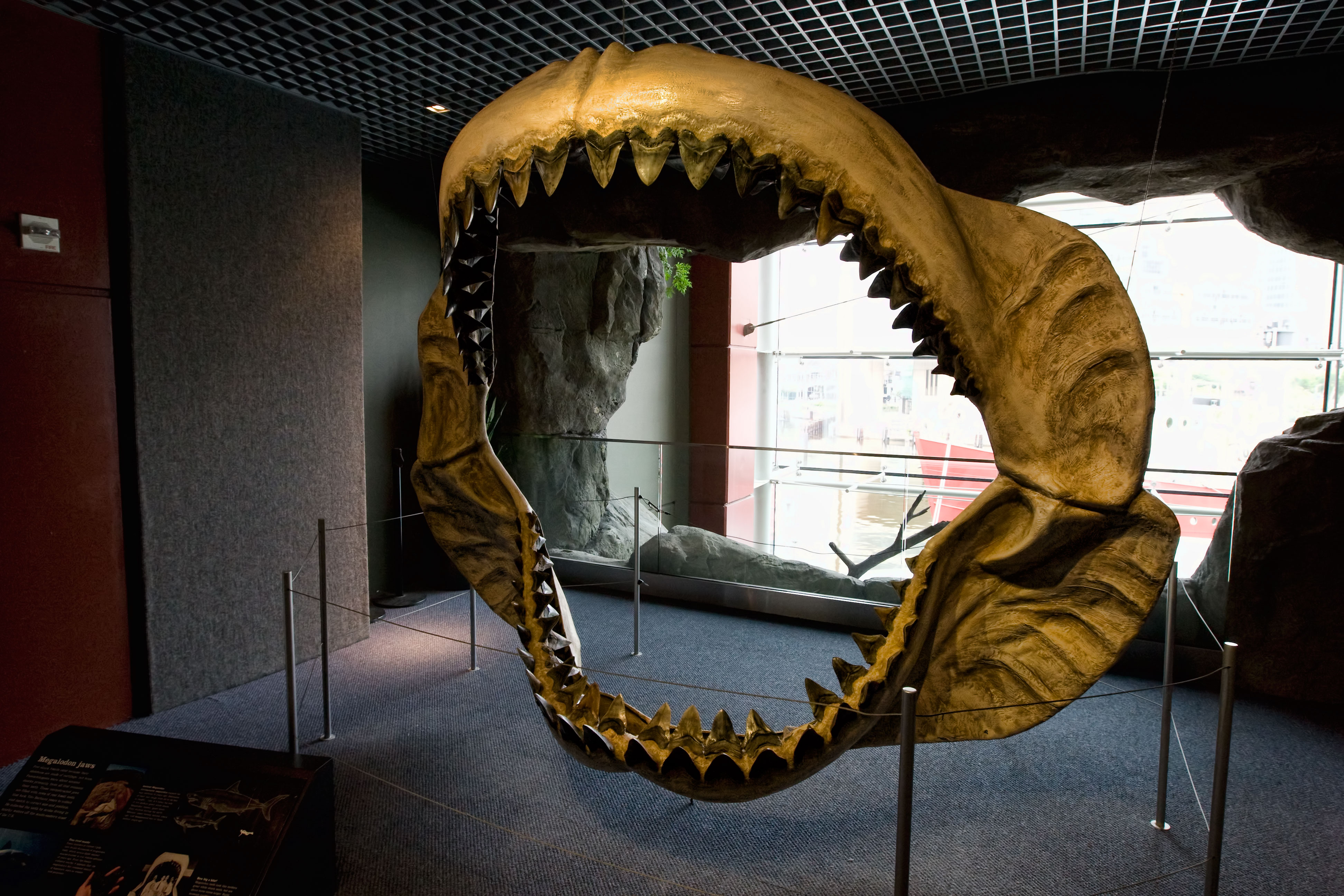
Rekonstrukce čelistí megalodona

Ten činí 2.1.7.43.0.8.4. Jak je patrné ze vzorce, megalodon měl v čelistech čtyři druhy zubů: přední, střední, boční a zadní. Měl velmi robustní chrup, čelisti byly osazeny až 250 zuby v pěti řadách. Zoubkování jejich nositeli usnadnilo prořezávání masem a kostmi. Čelist u velkých jedinců měřila napříč až dva metry a mohla se rozevřít až do 75°, rekonstrukce v Národním přírodovědeckém muzeu se blíží i 100°.
V roce 2008 uskutečnil tým vědců pod vedením S. Wroea pokus mající zjistit sílu skusu velkého bílého žraloka. Pokus byl proveden s 2,5metrovým exemplářem a výsledky poté přepočteny na maximální potvrzenou velikost žraloka a rovněž na minimální a maximální tělesnou hmotnost megalodona. Podle výsledků mohl megalodon vyvinout sílu o 108 514 až 182 201 newtonech, ve srovnání s 18 216 newtony u žraloka bílého a 5 300 až 7 400 u vyhynulé ryby Dunkleosteus. Kromě toho tým uvedl, že žraloci sebou při útoku na kořist trhají, což zvyšuje udanou sílu, čímž bude pravděpodobně celková působená síla ještě vyšší než odhad.

### Vnitřní popis

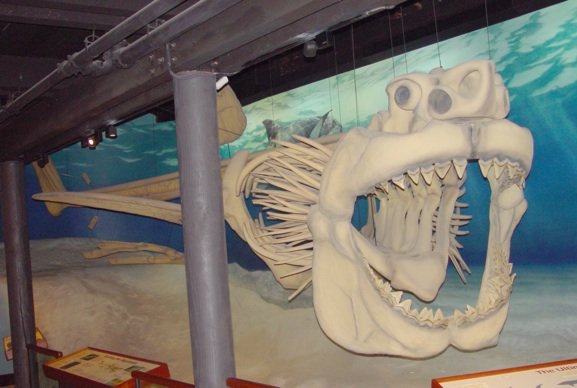
Rekonstrukce kostry megalodona

Fosilie megalodona jsou zastoupeny pouze zuby, obratli a koprolity – fosilním trusem. Stejně jako u všech žraloků, i kostra megalodona nebyla tvořena kostmi, ale spíše rychle se rozpadající chrupavkou; proto je většina fosilních vzorků špatně zachována. K podpoře jeho mohutných zubů by musely být čelisti megalodona mnohem masivnější, pevnější a silnější než čelisti žraloka bílého. Rovněž jeho chrupavčitá lebka, chondrokranium, by byla mohutnější než u žraloka bílého, i ploutve by se u megalodona vyvinuly velké.
Fosilní obratle megalodona byly nalezeny například v oblasti Antverp v Belgii. Tento pozoruhodný nález obsahoval 150 částečně zachovaných obratlů, měřících mezi 55 až 155 milimetry v průměru (ovšem obratle megalodona mohly být i mnohem větší). Další výzkum tohoto vzorku ukázal, že megalodon měl nejvyšší počet obratlů mezi všemi žraloky, možná přes 200 obratlů; podobnému počtu se přibližuje pouze žralok bílý. Další podobně zachovalé obratle byly vyzvednuty v 80. letech 20. století v Dánsku ve formaci Gram. Bylo objeveno celkem dvacet obratlů, o délce mezi 100 až 230 mm.

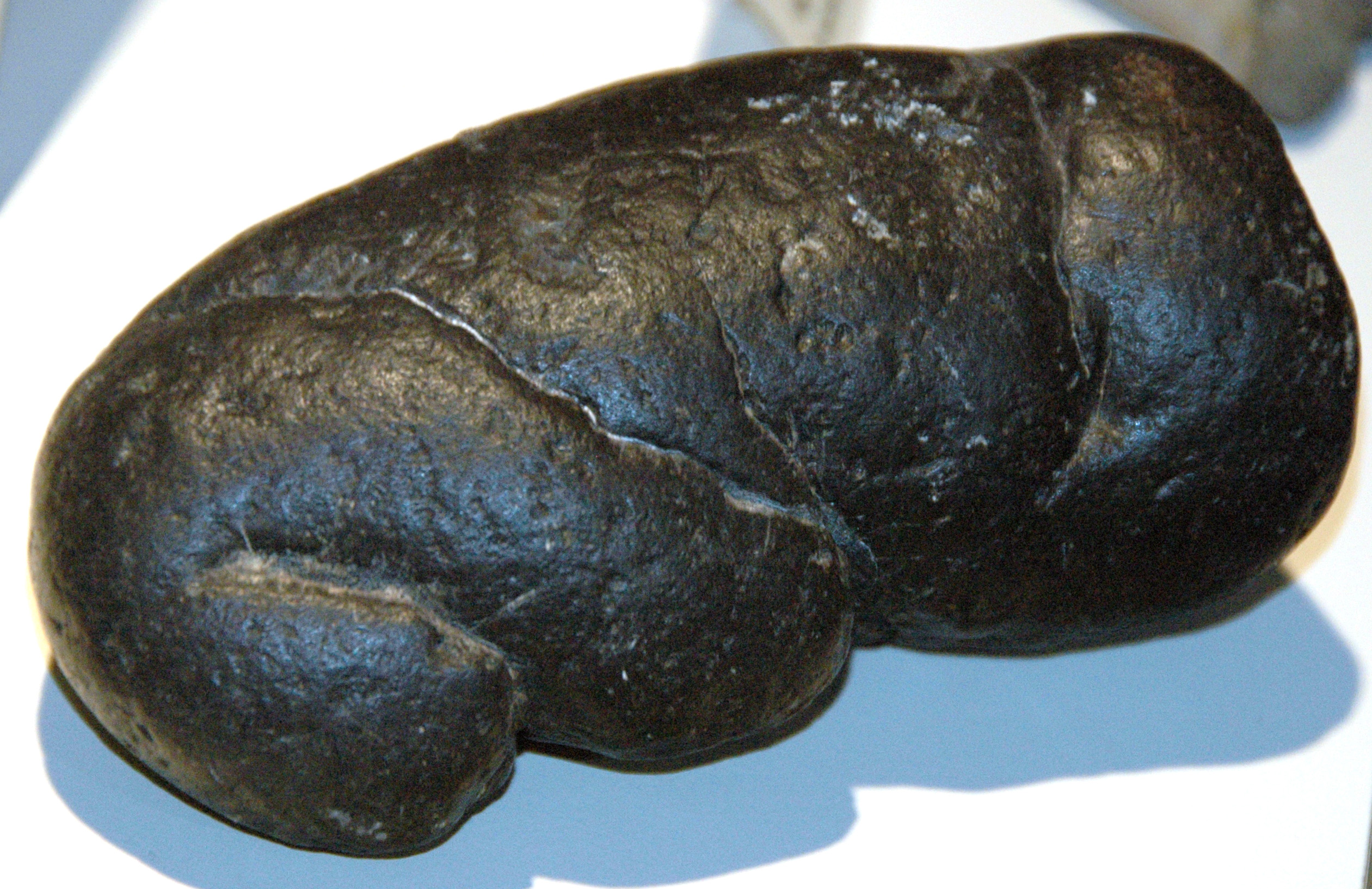
Koprolit megalodona

Koprolity megalodona byly nalezeny například v Jižní Karolíně a datovány do období miocén. Měřily 14 cm a byly spirálovité, což naznačuje, že byl megalodon vybaven takzvanou spirální řasou, spodní stočenou částí střev, která pomáhá lepší absorpci živin. Tuto adaptaci mají například současní lamnovití.
Kompletní rekonstrukce kostry megalodona, která byla vystavována v americkém Calvert Marine Museum a jihoafrickém Iziko South African Museum, byla vytvořena vědcem Michaelem Gottfriedem a kolektivem. Tento 11,3 metrů dlouhý exponát má představovat dospělého samce.

## Paleobiologie

### Výskyt
Megalodon byl kosmopolitem; jeho fosilie byly vykopány na mnoha místech světa, včetně Evropy, Afriky, Ameriky a Austrálie. Nejčastěji se vyskytoval v subtropických až mírných zeměpisných šířkách až do 55° severní šířky. Toleroval vody o teplotách mezi 1–24 °C. Je pravděpodobné, že podobně nízké teploty snášel díky mezotermii, fyziologické schopnosti velkých žraloků, pomocí které dovedou udržovat vyšší teplotu těla než je teplota vody (výroba metabolického tepla zaznamenaná právě například u žraloků).
Megalodon obýval širokou škálu mořských oblastí, jako jsou mělké pobřežní vody, bažinaté laguny, písčitý litorál i hluboké moře a vykazoval přechodný životní styl. Dospělí megalodoni nebyli hojní v mělkých vodách, většinou obývali pobřežní oblasti. Zejména v různých fázích životního cyklu se mohl megalodon pohybovat mezi pobřežními a vzdálenějšími oceánskými vodami. Jeho fosilie byly pak objeveny i tak daleko od pevniny, jako u Marianského příkopu v Tichém oceánu.
Fosilní pozůstatky naznačují, že megalodoni žijící na jižní polokouli byli v průměru větší než megalodoni ze severní polokoule. Jedinci žijící v Tichém oceánu potom byli větší než megalodoni v oceánu Atlantském. Není však předpokládán žádný trend zvětšování velikosti těla v určité zeměpisné šířce či změna velikosti v průběhu času (přestože linie Carcharocles tuto vlastnost vykazuje). Modus všech velikostí byl odhadnut na asi 10,5 m, přičemž větší jedinci obývají více oblastí. To naznačuje ekologickou nebo konkurenční výhodu pro větší velikost těla.

### Potrava

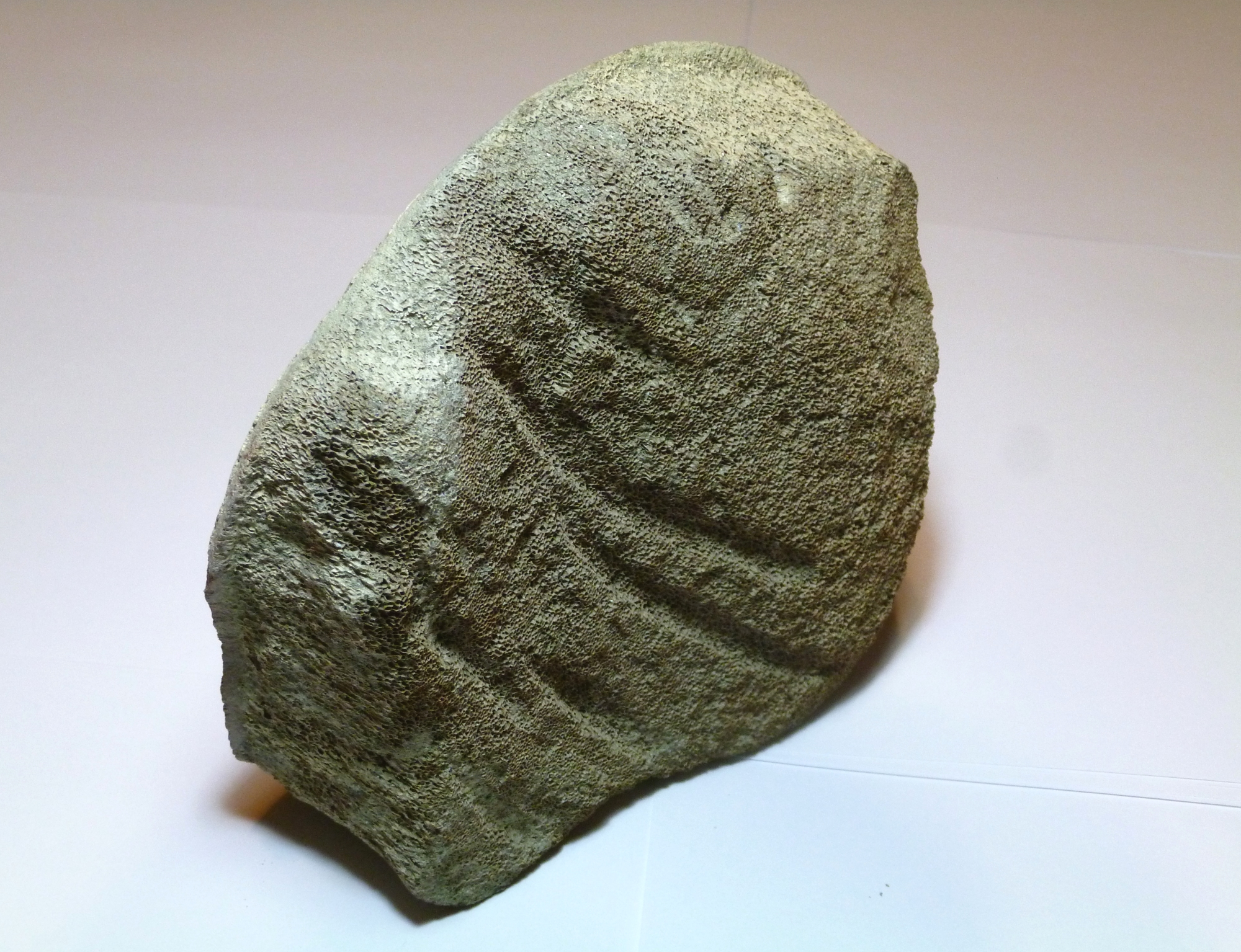
Obratel velryby s kousanci od megalodona

Žraloci se obecně živí oportunisticky, ale je možné, že megalodon byl obzvláště dravý. Jeho velká velikost společně se schopností rychlého plavání a mocnými čelistmi z něj činila vrcholového predátora schopného zabíjet široké spektrum kořisti. Studie zkoumající izotopy vápníku vyhynulých a žijících paryb ukázala, že megalodon byl na vyšší trofické úrovni než žralok bílý; byl tedy v potravním řetězci ještě výše.
Fosilní důkazy naznačují, že se tento druh živil mnoha druhy kytovců, jako jsou delfíni, malé velryby, velryby z čeledi cetotheridů či squalodontidů, dále zabíjel vorvaně, velryby grónské či plejtvákovité. Mimo to se živil sirénami, velkými mořskými želvami, nepohrdl ani menšími rybami a dalšími druhy žraloků. Bylo objeveno mnoho velrybích kostí s hlubokými kousanci pravděpodobně od megalodonů, jejichž zuby se navíc někdy našly blízko nebo přímo ve velrybích ostatcích.
Zdá se, že složení potravy megalodonů se měnilo s věkem a stanovišti, podobně jako u současných žraloků bílých. Například megalodoni žijící při pobřeží dnešního státu Peru se pravděpodobně zaměřovali na lov 2,5 až 7metrových cetotheridů a jiné kořisti menší než byli oni sami, větší druhy velryb zabíjeli méně. Mladí jedinci pravděpodobně konzumovali spíše ryby.

### Kompetiční vztahy

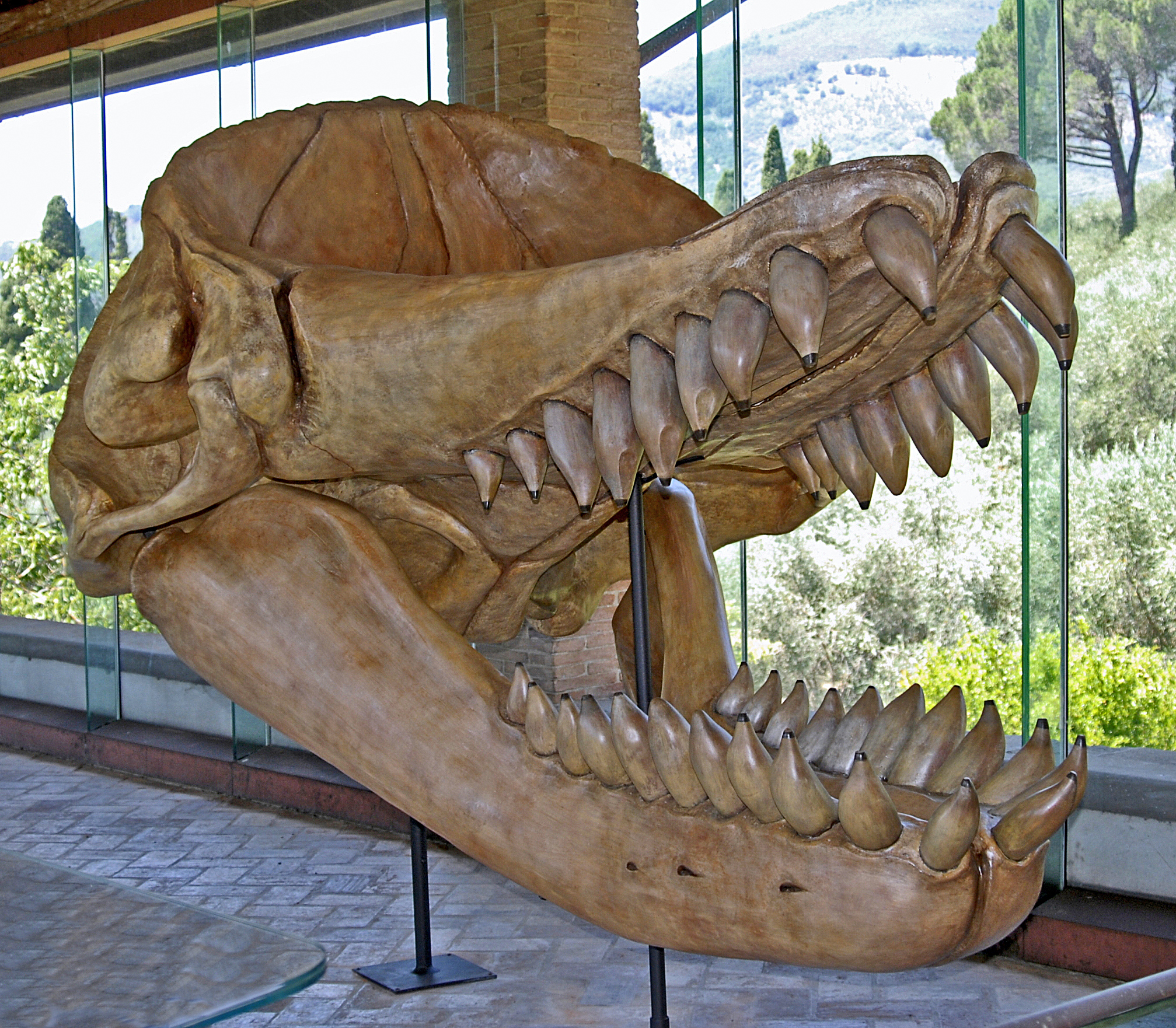
Livyatan melvillei

Megalodon žil ve vysoce konkurenčním prostředí. Nicméně jeho postavení na vrcholu potravního řetězce mělo pravděpodobně velký vliv na strukturu mořských společenstev. Fosilní důkazy naznačují vzájemný vztah mezi existencí tohoto mořského predátora a rozvojem kytovců a dalších velkých mořských savců. Mladí megalodoni pravděpodobně preferovali stanoviště s dostatkem malých druhů kytovců, kdežto dospělci vyhledávali oblasti s dostatkem kytovců velkých. Tyto preference se mohly vyvinout krátce poté, co se megalodon poprvé objevil v oligocénu.
Megalodon koexistoval společně s ozubenými kytovci (především squalodontidé a vorvani), kteří byli pravděpodobně také vrcholovými predátory, a byli tedy s megalodonem v kompetičním vztahu. Konkurence odstartovala u ozubených evoluční závody ve zbrojení. Některé druhy, jako například kosatky Orcinus citoniensis, začaly lovit ve skupinách, jiné narostly do obří velikosti, jako například kytovec Livyatan melvillei, jenž měřil mezi 13,5 až 17,5 metry. Koncem miocénu, před asi 11 miliony lety, začalo významně klesat množství a rozmanitost vorvaňů, nicméně jiní draví kytovci, jako kosatky, během pliocénu postupně vyplňovali tuto uvolněnou ekologickou niku.
Na základě fosilních důkazů se zdá, že jiné druhy žraloků, jako je například i žralok bílý, reagovaly na konkurenční tlak ze strany megalodonů tak, že začaly obývat převážně chladnější vody. V oblastech, kde společně koexistovaly, jako například během pliocénu u Baja California, možná střídavě žily během různých ročních období. Podobně jako současné druhy žraloků, i megalodon se potom pravděpodobně uchyloval ke kanibalismu.

### Lovecké strategie

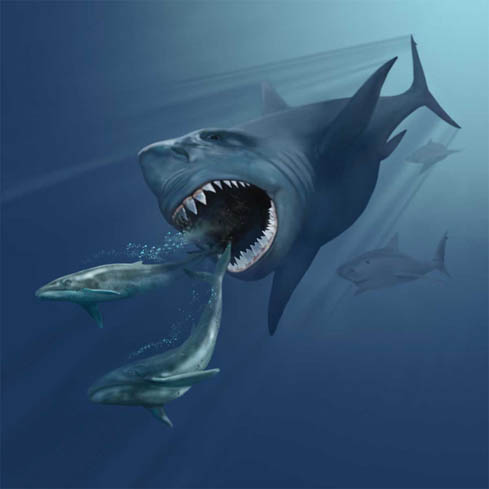
Megalodon útočící na kytovce Eobalaenoptera

Žraloci často využívají k lovu velké kořisti různých způsobů. Megalodon mohl používat podobné lovecké techniky jako současný žralok bílý, na základě otisků zubů ve velrybích fosiliích se však zdá, že způsobů, jak zabít kořist, využíval více než současný bílý žralok.
Jedním konkrétním exemplářem je například devítimetrový pozůstatek miocenní kosticovité velryby neznámého taxonu, na němž lze analyzovat útočné chování megalodona. Na rozdíl od žraloků bílých, kteří se zaměřují na břicho kořisti, megalodon pravděpodobně útočil na srdce a plíce. Svými silnými zuby, pomocí kterých uměl překousnout i tvrdé kosti, prokousl kořisti hrudní koš a další odolné kosti. Způsob útoku se mohl také odlišovat na základě velikosti kořisti. Například fosilní pozůstatky menších kytovců, jako byli zástupci čeledi Cetotheriidae, naznačují, že do nich megalodon prudce narazil zespodu a tak jim způsobil kompresní zlomeninu.
Během pliocénu se vyvinuly větší a vyspělejší druhy kytovců. Megalodon si tedy asi vytvořil nové lovecké strategie, jak tyto větší velryby zabít. Byla nalezena řada zkamenělých kostí, které kdysi tvořily prsní ploutve či ocasní obratle, patřící pliocenním druhům velryb. Na těchto pozůstatcích byly objeveny otisky po zubech megalodonů, z čehož plyne, že tento žralok znehybnil větší velryby tím, že jim poškodil ploutve a teprve potom je zabil a sežral.

### Vývoj mláďat

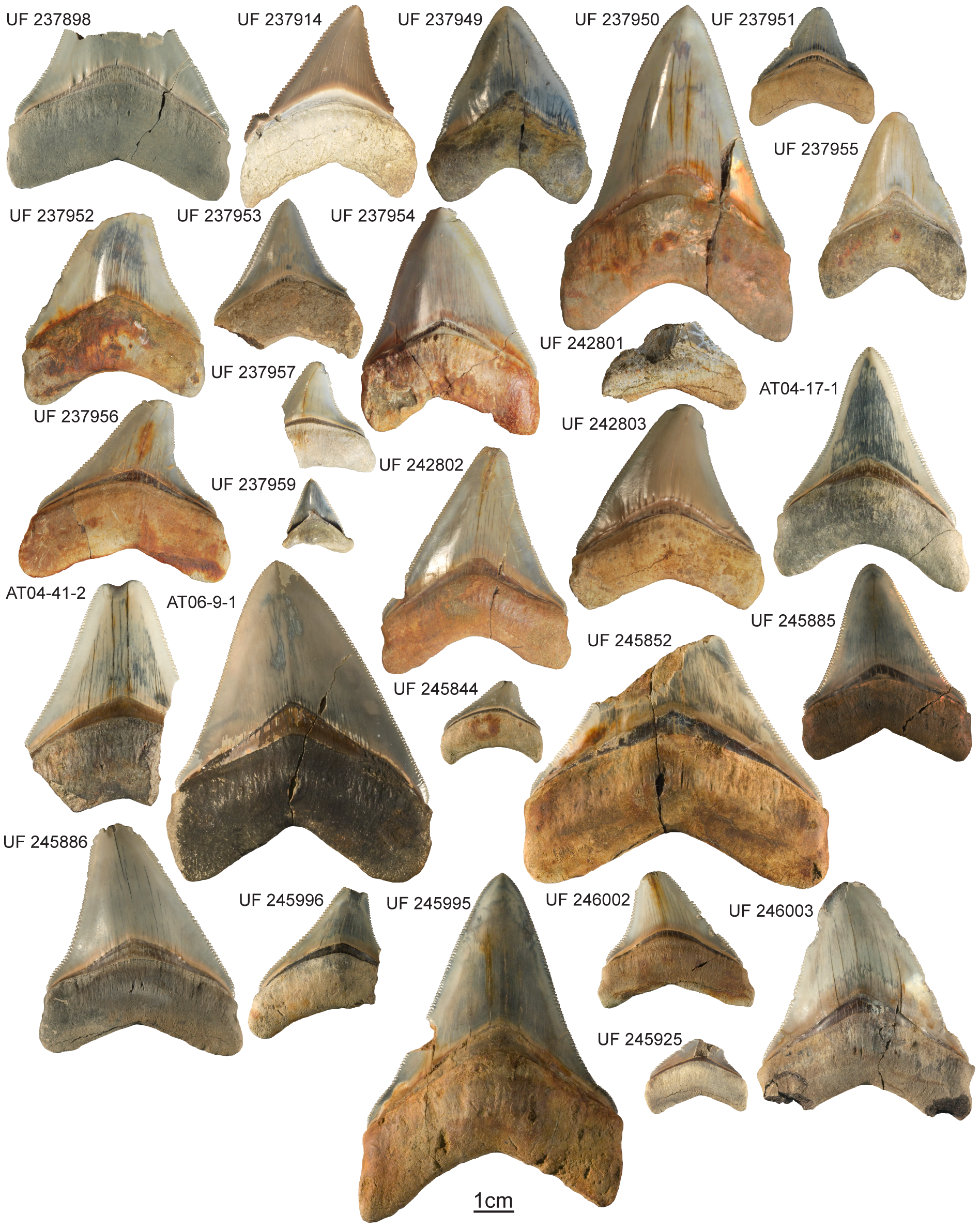
Zuby nedospělých megalodonů Carcharocles megalodon z panamských nalezišť

Mláďata megalodona, stejně jako současných žraloků, žila ve „školkách“ s velkým množstvím potravy, které jim zároveň poskytovaly ochranu před predátory. Na základě fosilních důkazů se zdá, že se tyto areály nacházely v teplých vodách pobřežních oblastí, kde bylo jak méně nepřátel, tak dostatek jídla. Tyto oblasti byly objeveny například v panamské formaci Gatun, v marylandské formaci Calvert, na Kanárských ostrovech či na Floridě (souvrství Bone Valley). Vzhledem k tomu, že všichni existující lamnovití (kam se megalodon někdy řadí) rodí živá mláďata, je možné, že se i u tohoto druhu vyvinula živorodost. Podle jedněch odhadů mláďata měřila asi 3,5 metru, další předpokládají, že mohla být jen asi dvoumetrová, což by je mohlo vystavovat hrozbě ze strany jiných druhů žraloků, jako byl kladivoun velký (Sphyrna mokarran) či vyhynulý miocenní druh Hemipristis serra. Potrava mláďat se potom měnila s věkem. Zprvu lovila ryby, mořské želvy, dugongy či malé kytovce, na větší velryby se přeorientovala teprve v dospělosti.
Nicméně ve fosilních pozůstatcích byly objeveny i případy, kdy mladí megalodoni občas napadli i mnohem větší kytovce než byli sami. Například na žebrech pliocenního keporkaka či plejtváka byly objeveny kousance od 4 až 7metrového žraloka, které vykazovaly známky hojení. Je možné, že velrybě toto zranění způsobil nedospělý megalodon.

## Vyhynutí

### Klimatické změny
Během doby, v níž žil megalodon, Zemi postihla řada změn, které ovlivnily mořský život. Postupné ochlazování planety, které začalo v oligocénu před asi 35 miliony let, nakonec vedlo k zamrznutí pólů. Geologické události změnily pohyb mořských proudů a srážek, došlo k uzavření rovníkové cirkumglobální vodní cesty mezi Amerikami a napříč mořem Tethys, což vedlo k ochlazování oceánů. Zastavením Golfského proudu přestala zásobovat na živiny bohatá voda velké mořské ekosystémy, což mohlo způsobit úbytek megalodonovy potravy. Vzhledem k tomu, že se megalodon možná nevyskytoval v oblastech s chladnější vodou, pravděpodobně nebyl schopen udržet velké množství metabolického tepla, a proto se jeho areál výskytu mohl zmenšit na stále ubývající oblasti s teplou vodou (tato teorie je nicméně sporná, viz níže).
Na základě fosilních důkazů se zdá, že v pliocénu, kdy výrazně poklesla teplota vody, megalodon vymizel z mnoha oblastí po celém světě. Mezi pliocénem až pleistocénem před 5 miliony až 12 tisíci lety došlo k velkému kolísání mořské hladiny v důsledku rozšiřování ledovců na pólech, což mělo negativní dopad na pobřežní oblasti; tato událost mohla přispět k vyhynutí megalodona a několika jiných velkých mořských druhů. Tyto změny mohly způsobit úbytek vhodných mělčin s teplou vodou, kde se vyvíjela mláďata; oblastí klíčových pro přežití řady druhů žraloků i proto, že chrání jejich mláďata před útoky predátorů.
Nicméně analýza výskytu megalodona v průběhu času ukazuje, že změna teploty nehrála přímou roli v jeho vyhynutí. Jeho rozšíření během miocénu a pliocénu nekoreluje s oteplováním a ochlazováním planety. I přestože populace megalodonů během pliocénu klesala, žralok byl ve skutečnosti schopen obývat i jiné než tropické oblasti. Jeho fosilie byly objeveny v místech, kde panovaly průměrné teploty mezi 12 až 27 °C, s celkovým rozpětím teplot 1 až 33 °C, což ukazuje, že rozsah vodních stanovišť nebyl výrazně ovlivněn změnami teploty, k nimž došlo. Výsledky rovněž potvrzují teorii, že tento žralok byl mezotermní. Podle některých spekulací mohli tito obří žraloci i další velcí živočichové vyhynout asi před 2,6 miliony let vinou exploze supernovy ve vzdálenosti asi 150 světelných let od Země. Ovšem novější datování vymření na dobu před 3,6 miliony lety tuto teorii vyvrací.

### Změny ekosystému
Mořští savci dosahovali největší diverzity během miocénu. Například kosticovců tehdy existovalo více než dvacet rodů; v současnosti se jich vyskytuje pouze šest. Tato rozmanitost kořisti byla pro superpredátory, mezi které se řadil i megalodon, ideální. Na konci období miocénu však mnoho druhů kosticovců vyhynulo a žijící druhy se mohly vyvinout v rychlejší plavce, což ztěžovalo jejich ulovení. Navíc po uzavření průlivu ve Střední Americe poklesla rozmanitost a četnost tropických druhů velryb. Období vyhynutí megalodona koreluje s poklesem počtu mnoha vývojových linií kosticovců, a je možné, že byl na nich, jako na zdroji potravy, závislý.
Kromě toho během pliocénu vyhynulo 36 % velkých mořských druhů, včetně 55 % mořských savců, 35 % mořských ptáků, 9 % žraloků a 43 % mořských želv. Vyhynutí postihlo především živočichy endotermní a mezotermní, což ukazuje na nedostatek potravy (a zároveň podporuje teorii, že megalodon byl mezotermní). Obřímu žralokovi nemusely stačit ztenčující se zdroje potravy. Ochlazování během pliocénu mu pak mohlo zabránit v přístupu do polárních oblastí, kam se stěhovaly velké velryby.
Rovněž konkurence ze strany nových predátorů, jako vorvaňů v miocénu, a kosatek a žraloků bílých v pliocénu, mohla přispět k poklesu stavů megalodona. Nově vyvinutí kytovci živící se jinými velrybami se pak pravděpodobně mohli vyrovnat i se stále se rozšiřující studenou vodou a navíc obývali i tropické oblasti.
Vyhynutí megalodona způsobilo další změny v mořských společenstvech. Výrazně se zvětšili kosticovci, i když možná kvůli klimatickým změnám. Podle jiné hypotézy naopak zvětšení kosticovců způsobilo vyhynutí megalodona, protože ten zabíjel převážně menší druhy. Vyhynutí megalodona mělo také pozitivní dopad na další velké predátory, jako na velkého bílého žraloka, který obsadil oblasti uvolněné megalodonem.

## Vkultuře a kryptozoologii

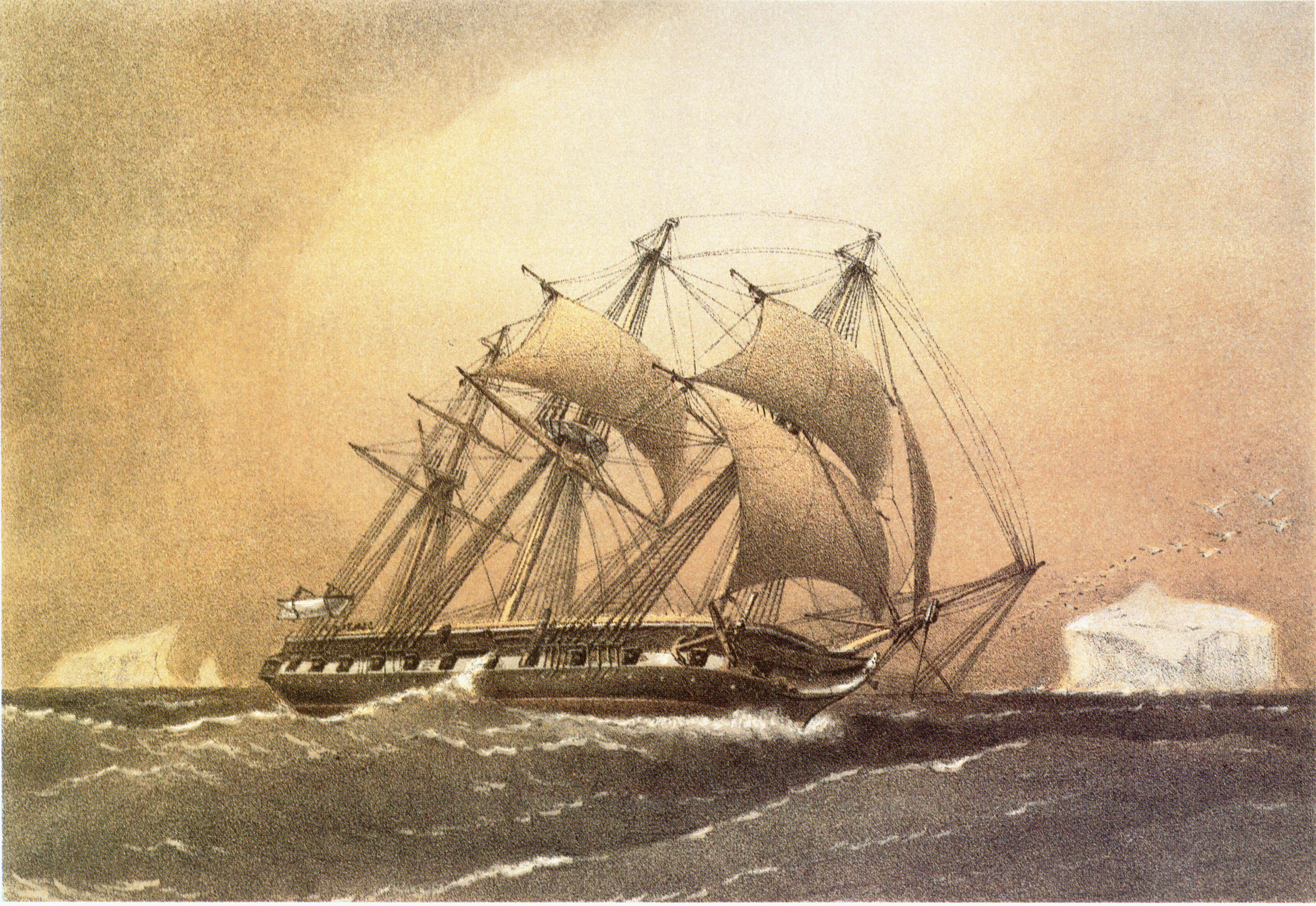
Loď HMS Challenger, jejíž posádka objevila zuby megalodona a chybně je datovala do období před 24 000 až 11 000 lety

Megalodon je postavou některých děl včetně filmů a románů, v nichž je často zobrazován jako mořská příšera. Tři jedinci (dva dospělci a mládě) megalodona byli představeni v dokumentu BBC Putování s dinosaury: Monstra pravěkých oceánů s Nigelem Marvenem, kde je popisován jako vrcholový predátor své doby. V dokumentárním cyklu Jurské bojiště byl zobrazen, jak útočí na velryby Brygmophyseter. Je rovněž součástí některých filmů, například Žralok útočí 3: Lidožrout, Megažralok vs. obří chobotnice, Megažralok versus crocosaurus či DCU: Liga spravedlivých: Trůn Atlantidy. V některých příbězích, jako Tedford and the Megalodon, je vykresleno znovuobjevení žraloka. V románu Meg: Teror pochází z hlubin od Stevea Altena je žralok datován do období dinosaurů a na původním americkém přebalu je zobrazen, jak zabíjí tyranosaura; to je však nesmysl, neboť tato zvířata žila ve zcela jiných geologických obdobích. Autor pak napsal ještě několik navazujících románů s megalodony.
V roce 2013 natočil Discovery Channel televizní film Megalodon: Obří superžralok žije. Tento kontroverzní dokument předkládal údajné důkazy, které naznačovaly, že megalodon nevyhynul a stále existuje. Na film se snesla vlna kritiky vzhledem k tomu, že byl zcela smyšlený; například všechny údajné vědce představovali herci. O rok později tento pseudodokument znovu DC odvysílal společně s novými hodinovými filmy Megalodon: Nové důkazy a Žralok v hlubinách: Zuřivá ponorka, které opět vyvolaly kritiku médií i vědecké komunity.
Z dvacátého století existuje rovněž několik údajných pozorování megalodonů, avšak neověřených. Podle těchto pozorování měli žraloci měřit mezi 10 a 90 metry. Je pravděpodobné, že šlo o chybně identifikované žraloky velrybí. Jeden polynéský mýtus hovoří o třicetimetrovém žralokovi, kterého nazývá pánem hlubin, pravděpodobně se však také jedná o žraloka velrybího. Zprávy o údajně nových zubech megalodona, které například objevila posádka lodi HMS Challenger roku 1873, a jež byly chybně datovány do období před 24 000 až 11 000 lety, jsou chybné a pravděpodobně se jedná o dobře zakonzervované zuby, které si při fosilizaci zachovaly bílou barvu (zuby megalodona mohou být zbarveny různými odstíny, od špinavě bílé přes tmavě hnědou až po šedou, a někdy dokonce vyzdvihnuty do mladší geologické vrstvy). Tvrzení, že by megalodon mohl dodnes přežívat v mořských hlubinách, podobně jako v sedmdesátých letech dvacátého století objevený žralok velkoústý (Megachasma pelagios), je nepravděpodobné, protože megalodon žil primárně v oblastech teplých pobřežních vod a pravděpodobně by nepřežil v chladném a na potravu chudém prostředí hlubokého moře.
O tomto obřím žralokovi coby potenciálním kryptickém přežívajícím druhu psal v českém prostředí například popularizátor kryptozoologie Jaroslav Mareš (1937-2021).